# Pythoclidès de Céos
Pythoclidès de Céos est un musicien, aulète, également versé dans les arts politiques, que Périclès fréquenta. D’après une scholie à Platon, il était maître d’Agathoclès ; cette même scholie dit qu’il fut pythagoricien.
- Inventeur de l’harmonie myxolydienne (ou mode hyperdorien)[4] ; d’après le Protagoras de Platon[5], l’exercice du métier de musicien n’était qu’une façade, pour pouvoir s’adonner à la sophistique sans être inquiété.
- Vécut au début du Ve siècle (Hagel p. 273)

## Mentions
- Platon, Alcibiade, 118c.
  - Périclès a fréquenté Pythoclidès.
- Scholie à Alcibiade, 118c.
- Platon, Protagoras, 316e.
  - L’exercice du métier de musicien n’était qu’une façade, pour pouvoir s’adonner à la sophistique sans être inquiété.
- Plutarque, Vie de Périclès, IV, 1.
- (Ps-?)Plutarque, De la musique, X.

## Sources
- (grc + fr) Platon et Maurice Croiset (éd., trad.), Œuvres complètes : Introduction – Hippias mineur – Alcibiade – Apologie de Socrate – Euthyphron – Criton, t. I, Paris, Les Belles Lettres, coll. « Budé », 2012 (1re éd. 1920), 233 p. (ISBN 978-2-251-00211-8), p. 85, n. i.
  - « joueur de flûte renommé » (sic, aulète plutôt ?)
  - « politique avisé » [Protag., 316 a]
  - → Protag., 316 a
- Platon et Victor Cousin (éd., trad.), Œuvres de Platon : Protagoras, t. III, Paris, Bossange Frères, 1926, 456 p., p. 26, n. ****.
  - → Alcib. I,
  - → scholiaste.
- Martin Litchfield West, Ancient Greek Music, p. 350.
- Leonid Zhmud, Pythagoras and the early Pythagoreans, p. 287.
- Stefan Hagel, Ancient Greek History : A new technical history